# Años 20 a. C.
Se denomina años veinte antes de Cristo al período que empezó el 1 de enero del 29 a. C. y terminó el 31 de diciembre del 20 a. C.
Esta década fue precedida por los años 30 a. C. y sucedida por los años 10 a. C..

## Acontecimientos

### Hispania romana
- Desde 29 a. C., guerra de Roma contra cántabros y astures. En 26-25 a. C., Augusto participa personalmente en la guerra contra los cántabros; operaciones militares de Carisio contra los astures y de Antistio contra los cántabros.[1]
- 23-19 a. C.: en las guerras cántabras, operaciones por parte de Cayo Furnio y Carisio; campañas de Agripa y sometimiento de los cántabros.[2]

### Roma
- 23-19 a. C.: Configuración definitiva de los poderes del princeps; Augusto asume la potestad tribunicia y el poder consular con carácter vitalicio.
- 19: Lucio Cornelio Balbo el Menor derrota a los Garamantes como procónsul de la provincia África, es aclamado Imperator y el emperador Augusto le concede la ovatio en Roma.

### Grecia
- Nacimiento de Filón de Alejandría

### África
- Expedición de Cornelio Balbo contra los garamantes.